# Верхний Нерген
Ве́рхний Нерге́н (в пер. с нан. на рус. — тальник) — село в Нанайском районе Хабаровского края. Административный центр Верхненергенского сельского поселения. Нанайское национальное село.
До 1936 года стойбище Нярги (тальник) было расположено на противоположном левом берегу Амура, на острове Нярги.

## География
Нынешнее село Верхний Нерген стоит на северном берегу озера Калтахэвэн и на протоке, соединяющей озеро с Амуром. До правого берега Амура примерно 5 км.
Село Малмыж — спутник села Верхний Нерген, стоит на правом берегу Амура, в месте впадения протоки от озера Калтахэвэн в Амур.
От села Верхний Нерген до автодороги Хабаровск — Комсомольск-на-Амуре около 25 км (на восток).

## Население
| 1992 | 2002 | 2010 | 2011 | 2012 | 2021 |
| ---- | ---- | ---- | ---- | ---- | ---- |
| 468  | ↗480 | ↗508 | ↘507 | ↘505 | ↘504 |

## Галерея

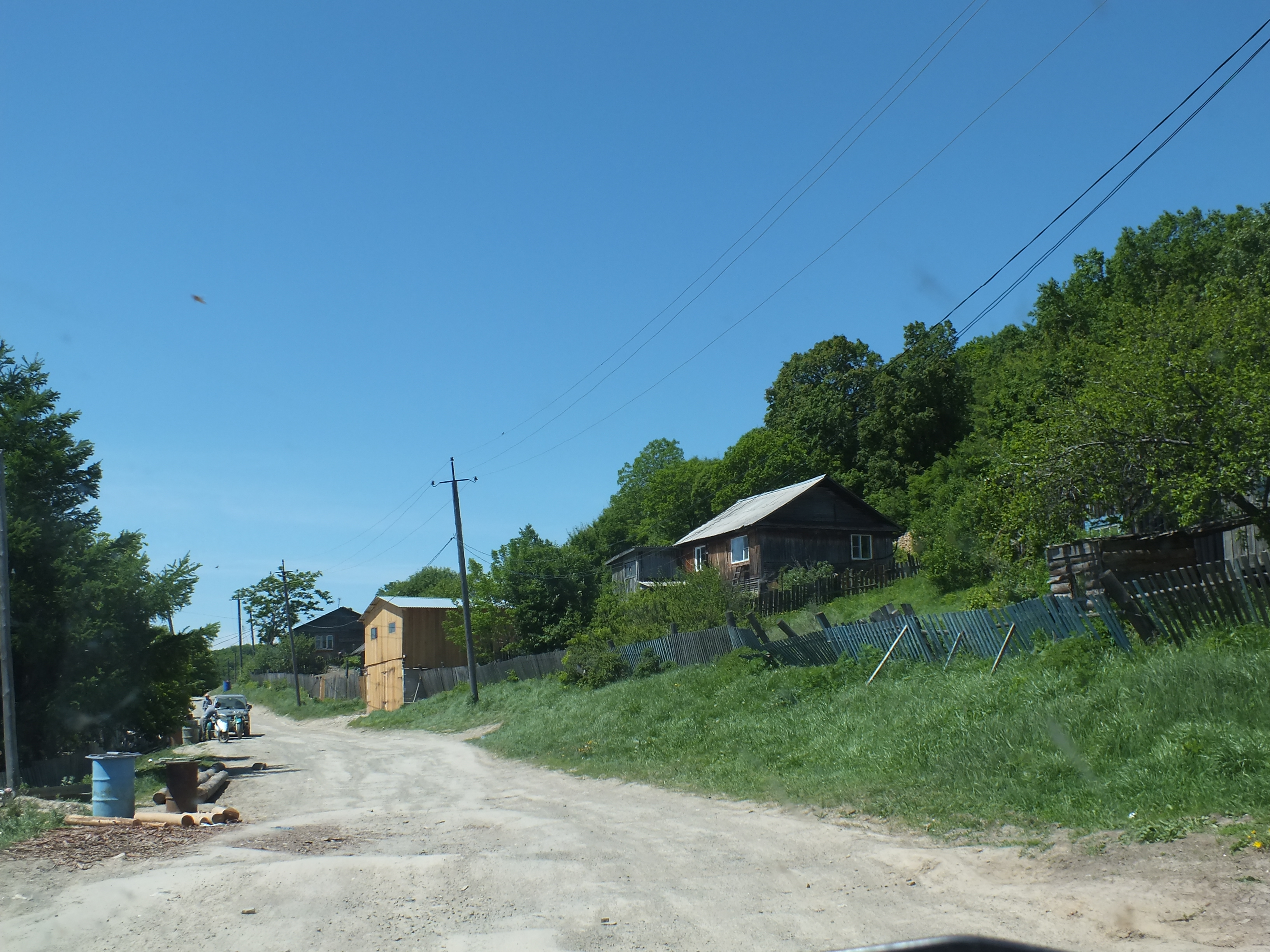
На сельской улице.
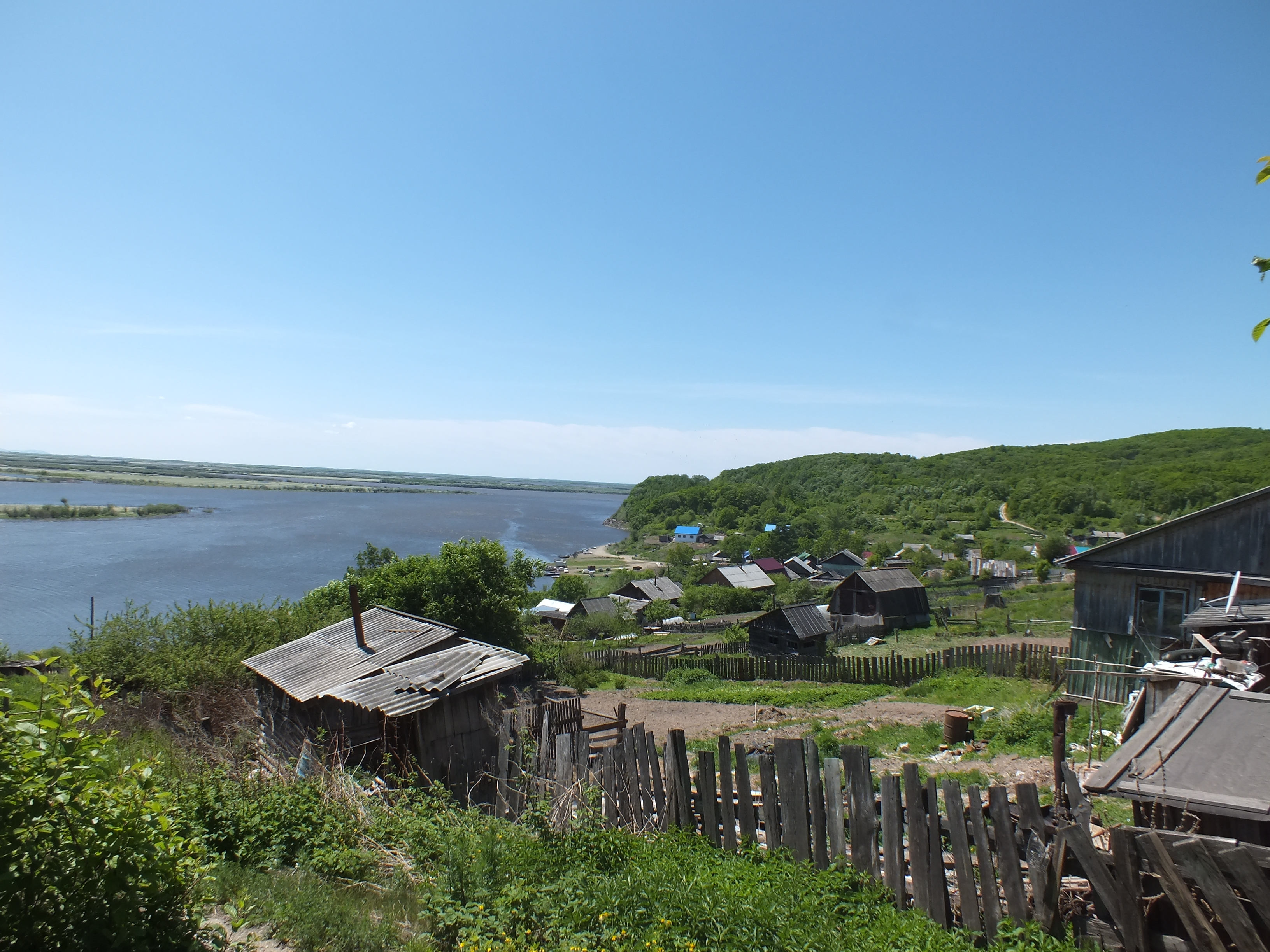
Вид на Амур.
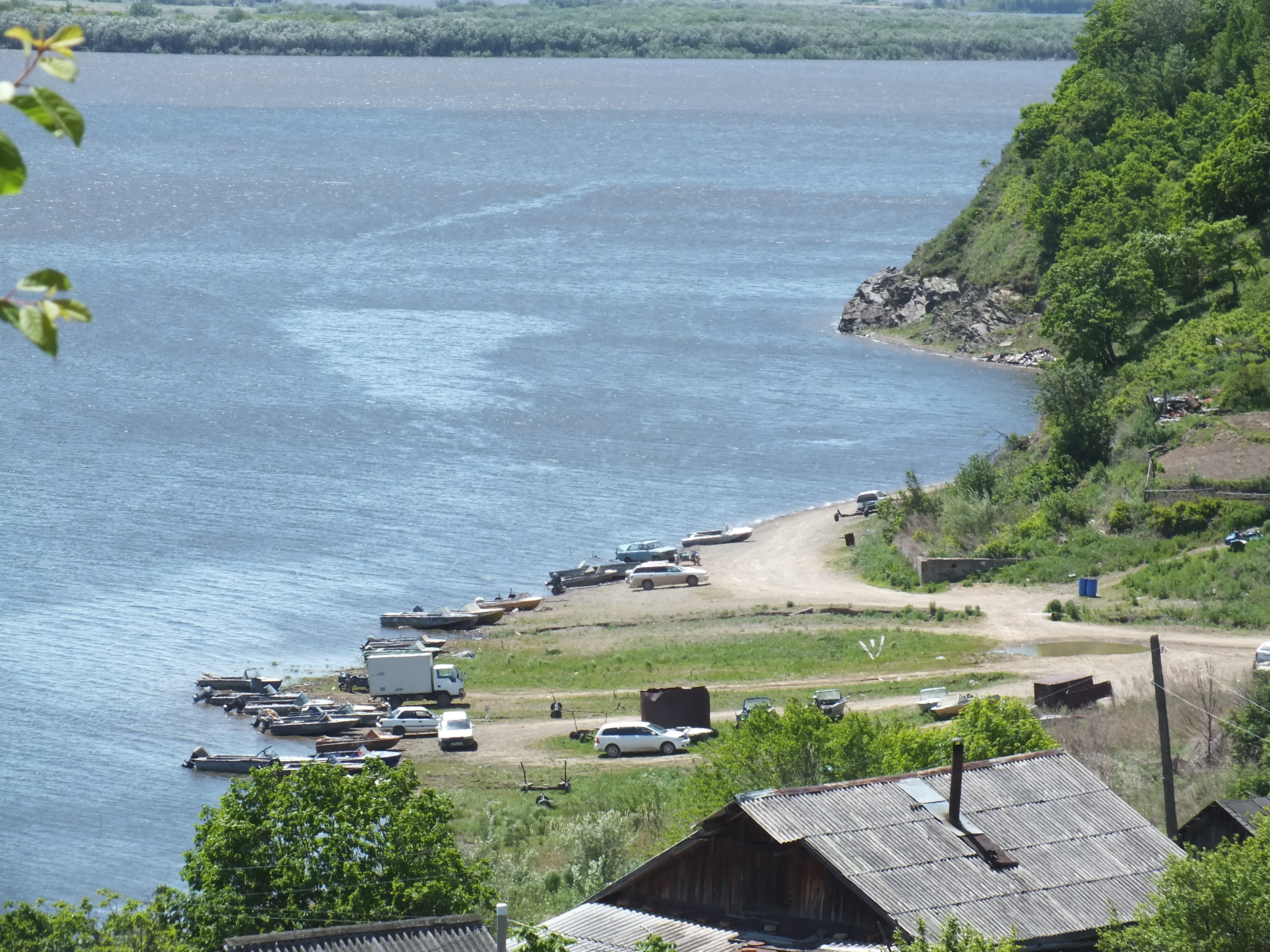
Лодочная пристань.
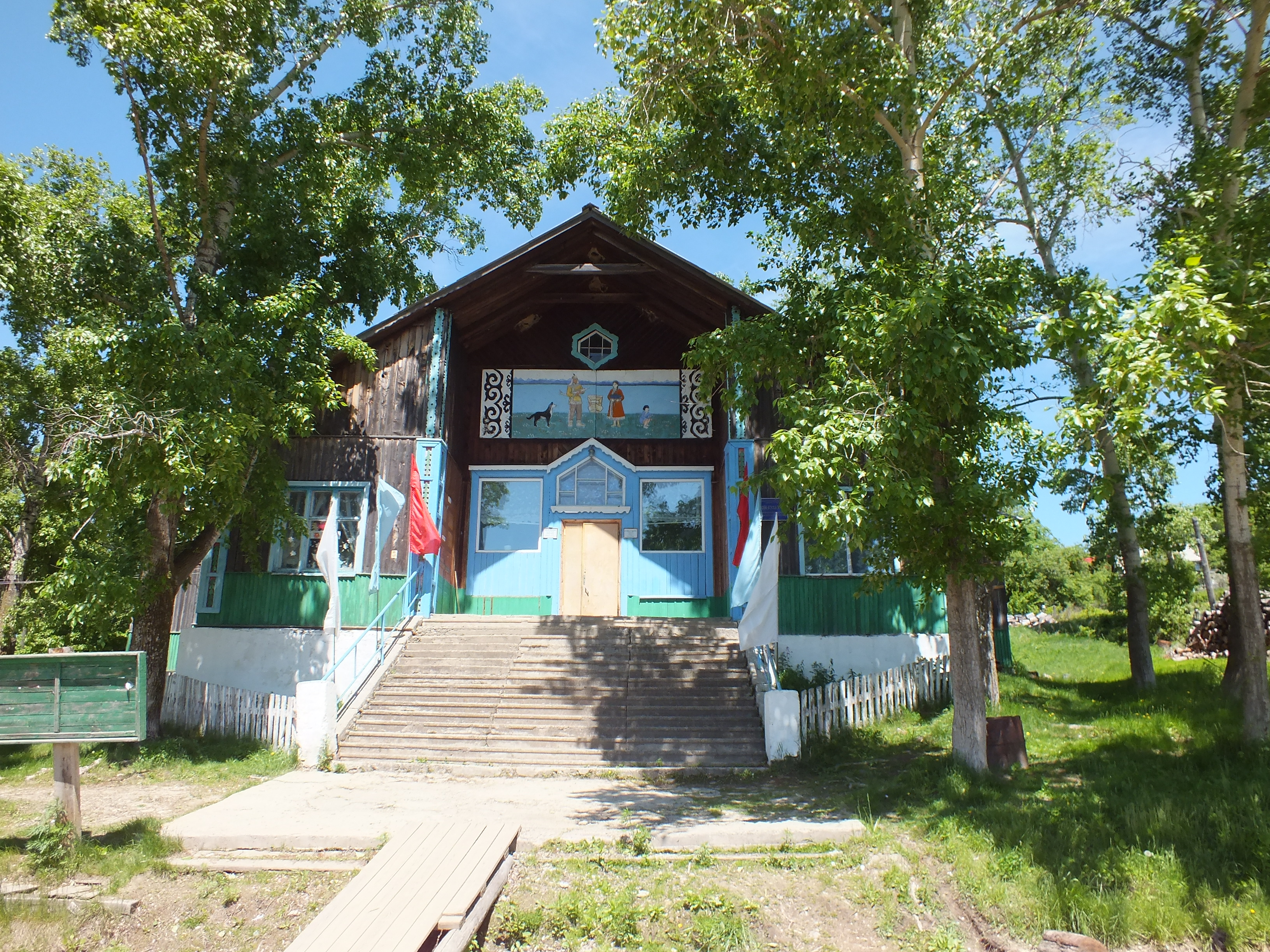
Дом культуры.
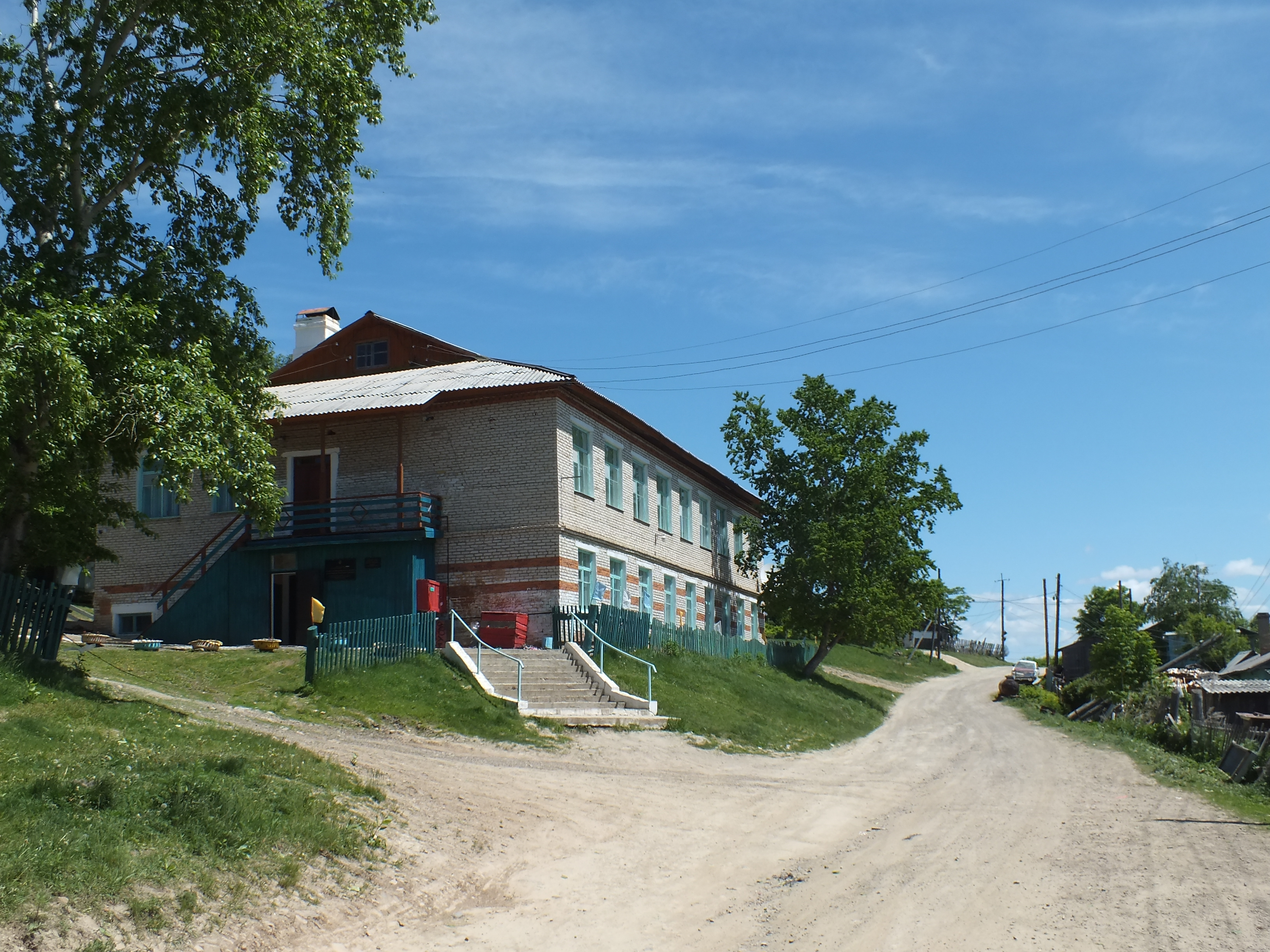
Школа.
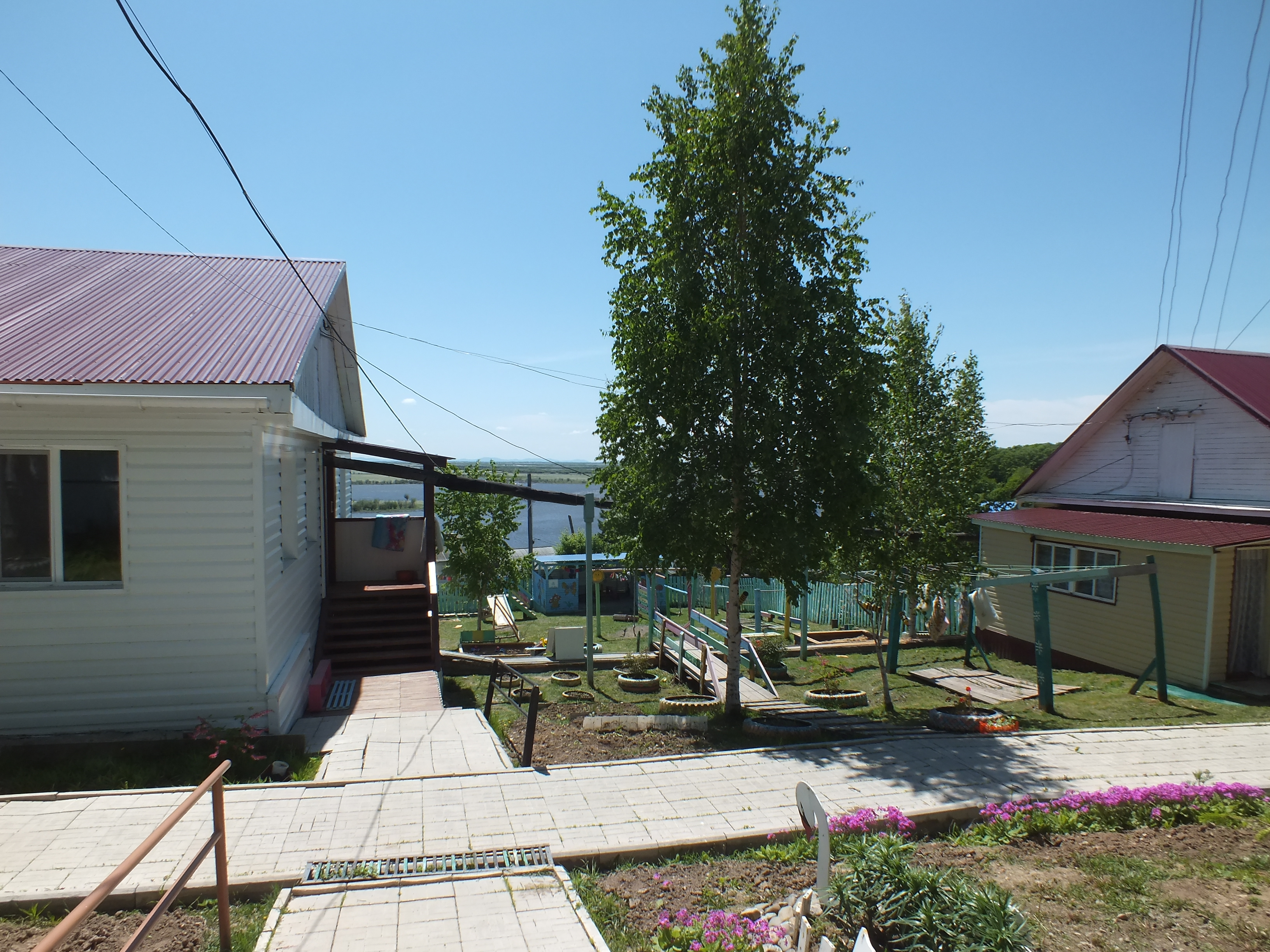
Детский сад.

## Известные уроженцы

Памятник односельчанам, участникам Великой Отечественной войны.

В апреле 1931 года организован колхоз «Рыбак Севера». Первым председателем был Ходжер Чеби, отец первого нанайского писателя Григория Ходжера.